# Aspinatimonomma glyphysternum
Aspinatimonomma glyphysternum is een keversoort uit de familie somberkevers (Zopheridae). De wetenschappelijke naam van de soort werd in 1876 gepubliceerd door Sylvain Auguste de Marseul.